# Веллі-Гоум (Каліфорнія)
Веллі-Гоум (англ. Valley Home) — переписна місцевість (CDP) в США, в окрузі Станіслаус штату Каліфорнія. Населення — 284 особи (2020).

## Географія
Веллі-Гоум розташоване за координатами 37°49′40″ пн. ш. 120°54′55″ зх. д. / 37.82778° пн. ш. 120.91528° зх. д. (37.827645, -120.915386).  За даними Бюро перепису населення США в 2010 році переписна місцевість мала площу 2,65 км², уся площа — суходіл. В 2017 році площа становила 2,98 км², уся площа — суходіл.

## Демографія
Згідно з переписом 2010 року, у переписній місцевості мешкало 228 осіб у 78 домогосподарствах у складі 58 родин. Густота населення становила 86 осіб/км².  Було 83 помешкання (31/км²).
Расовий склад населення:
| - 81,6 % — білих - 1,3 % — корінних американців - 0,9 % — чорних або афроамериканців - 11,8 % — осіб інших рас |

До двох чи більше рас належало 4,4 %. Частка іспаномовних становила 14,9 % від усіх жителів.
За віковим діапазоном населення розподілялося таким чином: 22,4 % — особи молодші 18 років, 67,5 % — особи у віці 18—64 років, 10,1 % — особи у віці 65 років та старші. Медіана віку мешканця становила 40,0 року. На 100 осіб жіночої статі у переписній місцевості припадало 90,0 чоловіків;  на 100 жінок у віці від 18 років та старших — 94,5 чоловіків також старших 18 років.
Середній дохід на одне домашнє господарство  становив 60 721 долар США (медіана — 39 338), а середній дохід на одну сім'ю — 60 451 долар (медіана — 38 676). За межею бідності перебувало 10,3 % осіб, у тому числі 20,0 % дітей у віці до 18 років та 11,5 % осіб у віці 65 років та старших.
Цивільне працевлаштоване населення становило 100 осіб. Основні галузі зайнятості: освіта, охорона здоров'я та соціальна допомога — 33,0 %, науковці, спеціалісти, менеджери — 20,0 %, транспорт — 10,0 %, публічна адміністрація — 10,0 %.